# Лопера, Мария
Мария Камила Лопера Валье (исп. María Camila Lopera Valle, род. 18 апреля 1995, Медельин) — колумбийская регбистка, левый крыльевой. Участница летних Олимпийских игр 2016 года, бронзовый призёр Панамериканских игр 2019 года, двукратная чемпионка Игр Центральной Америки и Карибского бассейна 2014 и 2018 годов.

## Биография
Мария Лопера родилась 18 апреля 1995 года в колумбийском городе Медельин.
Играла в регби за «Аталантас» из Медельина.
В 2013 году в составе женской сборной Колумбии по регби-7 завоевала золотую медаль Боливарианских игр в Трухильо.
Дважды выигрывала золотые медали Игр Центральной Америки и Карибского бассейна — в 2014 году в Веракрусе и в 2018 году в Барранкилье.
В 2015 году участвовала в Панамериканских играх в Торонто, где колумбийки заняли 5-е место в турнире по регби-7. В 2019 году завоевала бронзовую медаль Панамериканских игр в Лиме.
В 2016 году вошла в состав женской сборной Колумбии по регби-7 на летних Олимпийских играх в Рио-де-Жанейро, занявшей 12-е место. Провела 5 матчей, очков не набрала.